# Joël Denoizé
Joël Denoizé (né le 17 décembre 1954 à Nice - mort le 28 juin 1981 à La Brigue) est un spéléologue français. 
Il est surtout connu comme membre actif du Club Martel de Nice ; il est mort d'épuisement lors d'une crue dans le gouffre des Trois au Marguareis.

## Biographie
Joël Denoizé est né 17 décembre 1954. C'était le fils de Guy Denoizé et Suzy, membres fondateurs du Club Martel de Nice.
Il travaillait dans les bureaux d'étude d'IBM à La Gaude (Alpes-Maritimes), ce qui facilita ses travaux de topographie et d'inventaire spéléologiques.
Il est décédé accidentellement au gouffre des Trois, dans le massif du Marguareis en 1981 ; il est mort d'épuisement à cause d'une crue qui l'a surpris dans cette cavité réputée sèche, alors qu'il terminait une révision topographique et qu'il n'était pas équipé contre l'eau.

## Activités spéléologiques
Il fut un membre actif du Club Martel de Nice pendant dix ans, jusqu'à sa mort accidentelle. 
Il réalisait notamment des topographies de cavité et s'occupait du matériel du club.
Il a participé à des expéditions en Iran et en Turquie de 1978 à 1980.
Il a publié des articles dans la revue Spéléologie, ayant trait à la description de cavités et surtout des méthodes de report topographique.
Il avait commencé la réalisation d'un fichier informatique, resté inachevé, groupant tous les renseignements connus sur les cavités des Alpes-Maritimes.

## Sources et références
- « Les grandes figures disparues de la spéléologie française », Spelunca (Spécial Centenaire de la Spéléologie), no 31,‎ juillet-septembre 1988, p. 45-46
- Delanghe, Damien, Médailles et distinctions honorifiques (document PDF), in : Les Cahiers du CDS no 12, mai 2001.
- Association des anciens responsables de la fédération française de spéléologie : In Memoriam.
- Créac'h, Y. (1982) : Joël Denoizé, in Spelunca (Paris), 1982 (5), pages 36-37, 1 photographie.

1. ↑  État civil sur le fichier des personnes décédées en France depuis 1970